# روبن نری
روبن نری (انگلیسی: Rubén Enri؛ زادهٔ ۱۰ آوریل ۱۹۹۸) بازیکن فوتبال اهل اسپانیا است.